# Riccardo Thirkeld
Riccardo Thirkeld (Coniscliffe, ... – York, 29 maggio 1583) è stato un presbitero inglese, morto martire per la Chiesa cattolica.

## Biografia
Studiò al Queen’s College di Oxford nel 1564-1565, da cui partì per Reims, dove fu ordinato sacerdote il 18 aprile 1579. Partì il 23 maggio per esercitare il ministero a York o dintorni, che prestò anche come confessore della venerabile Margaret Clitheroe. Alla vigilia dell'Annunciazione del 1583 fu arrestato durante la visita a uno dei prigionieri cattolici dell'Ousebridge Kidcote, a York, subito confessando il suo sacerdozio, sia alle guardie che lo avevano arrestato, sia al sindaco di fronte al quale egli era portato, e per la notte fu alloggiato nella casa del sommo sceriffo. Il giorno dopo si svolse il suo processo, al quale riuscì a comparire in abito talare e berretta. L'imputazione era di aver riconciliato sudditi della Regina alla Chiesa di Roma. Fu riconosciuto colpevole il 27 maggio e condannato il 28 maggio. Trascorse la notte istruendo i suoi compagni di prigione, e la mattina della sua condanna difendendo la fede e la costanza di quelli che venivano portati alla sbarra. Non risultano dettagli sulla sua esecuzione.
Rimangono sei sue lettere, che sono state trascritte da Dom Bede Camm.